# Themus namnasae
Themus namnasae es una especie de coleóptero de la familia Cantharidae.

## Distribución geográfica
Habita en Sikkim (India).